# Шигетацу Мацунага
Шигетацу Мацунага (јап. 松永 成立; 12. август 1962) бивши је јапански фудбалер.

## Каријера
Током каријере је играо за Јокохама Маринос, Tosu Futures, Brummell Sendai и Кјото Санга.

## Репрезентација
За репрезентацију Јапана дебитовао је 1988. године. За тај тим је одиграо 40 утакмица.

## Статистика
| Јапан  | Јапан   | Јапан  |
| Година | Наступи | Голови |
| ------ | ------- | ------ |
| 1988.  | 1       | 0      |
| 1989.  | 9       | 0      |
| 1990.  | 0       | 0      |
| 1991.  | 1       | 0      |
| 1992.  | 9       | 0      |
| 1993.  | 14      | 0      |
| 1994.  | 0       | 0      |
| 1995.  | 6       | 0      |
| Укупно | 40      | 0      |